# Wahlen 1894
◄◄ | ◄ | 1890 | 1891 | 1892 | 1893 | Wahlen 1894 | 1895 | 1896 | 1897 | 1898 | ► | ►►

Weitere Ereignisse
Die hier aufgeführten Wahlen und Abstimmungen fanden im Jahr 1894 statt.

## Europa
- Belgien: Wahl im Oktober, absolute Mehrheit für die von Jules de Burlet angeführte Katholische Partei
- Bulgarien: Parlamentswahl am 23. September, Ministerpräsident bleibt Konstantin Stoilow
- Niederlande: Wahl am 10. April, die Liberale Union bleibt stärkste Partei
- Norwegen: Parlamentswahl, absolute Mehrheit für die im selben Jahr gegründete Venstre-Partei
- Portugal: Parlamentswahl am 15. April, absolute Mehrheit für die Regenerationspartei

## USA

### Wahl zum Repräsentantenhaus
Die Wahlen zum Repräsentantenhaus der Vereinigten Staaten 1894 fanden am 6. November statt und resultierten in einer politischen Neuausrichtung, nämlich einem klaren Sieg der Republikaner, welcher entscheidend für die Wahlen 1896 war. In drei Staaten fanden die Wahlen bereits zwischen Juni und September 1894 statt.